# 데이지 존스 & 더 식스
《데이지 존스 & 더 식스》(영어: Daisy Jones & the Six)는 프라임 비디오에서 2023년 3월 3일부터 2023년 3월 24일까지 공개한 미국의 뮤지컬 드라마 미니시리즈이다. 테일러 젱킨스 리드가 2019년에 펴낸 동명 소설이 원작이다. 리드는 어려서 지켜보며 자란 플리트우드 맥의 공연 모습에서 일부 영감을 받았다고 밝혔다.
2023년 제75회 프라임타임 에미상 미니시리즈·앤솔러지 부문 작품상, 여우주연상(라일리 키오), 여우조연상(커밀라 머론) 후보에 올랐으며 2024년 제81회 골든 글로브상에서 미니시리즈·앤솔러지·텔레비전 영화 부문 작품상, 여우주연상, 남우주연상(샘 클래플린) 후보에 지명되었다.

## 개요
전 세계에서 유명세를 얻은 가공의 로스앤젤레스 록 밴드 데이지 존스 & 더 식스가 성공의 절정기였던 1977년에 해체한다. 20년 뒤 이들을 다룬 다큐멘터리가 제작되면서 인터뷰 형식과 과거 영상 푸티지 양식을 통해 1968년으로 거슬러 올라가는 이들의 성장, 만남, 견제, 우정, 사랑, 질투, 갈등, 배신, 화해의 서사가 펼쳐진다.

## 출연진
메인
- 라일리 키오 - 데이지 존스 역
- 샘 클래플린 - 빌리 던 역
- 커밀라 머론 - 커밀라 앨버레즈 역
- 수키 워터하우스 - 캐런 서코 역
- 조시 화이트하우스 - 에디 라운트리 역
- 티머시 올리펀트 - 로드 레예스 역